# Oe oja
Oe oja (Oe å) är ett vattendrag i landskapet Viljandimaa i centrala Estland. Den är 17 km lång och ett sydöstligt vänsterbiflöde till Navesti jõgi och ingår i Pärnus avrinningsområde.
Oe ojas källa ligger norr om Pingu järv vid byn Tõnissaare i Viljandi kommun. Den rinner norrut och in i Suure-Jaani kommun där den avvattnar våtmarken Parika raba. Den utgör därefter gränsflod mellan kommunerna Suure-Jaani och Kõo till sitt utflöde i Navesti jõgi vid våtmarken Unakvere soo. 